# Fischer Film Almanach
Der Fischer Film Almanach war eine Buchreihe, deren jährliche Ausgaben Kurzbesprechungen von neu aufgeführten Spielfilmen und ergänzende Informationen zur Filmwelt enthielten, und die von 1980 bis 1999 erschien. Jeder Eintrag eines Films enthielt einen Abriss der Handlung und eine Wertung. 
Erklärtes Ziel der Herausgeber war, die Gesamtheit der Filmwerke, die Spielfilmlänge haben und in der Bundesrepublik erstmals im Kino angelaufen, auf Video erschienen oder im Fernsehen ausgestrahlt worden sind, abzubilden. Das beobachtete Feld grenzten sie weiter ab, indem sie etwa Video-Publikationen von Fernsehfilmen nur ausnahmsweise, im Falle bedeutender Mitwirkender, berücksichtigten. Daneben lieferte der Almanach Angaben zu zahlreichen Filmfestspielen, Filmpreisen und neuen Filmbüchern. 
Die erste Hälfte der 1980er Jahre war durch eine Expansion des Videomarktes und Ausweitung der entsprechenden Einträge gekennzeichnet. Im ersten Band von 1980 wurden noch rund 270 Kino- und 70 Fernsehfilme besprochen. Zwanzig Jahre später umfasste die letzte Ausgabe etwa 1100 Filmtitel, davon je etwa 300 Neuerscheinungen im Kino und auf Video und etwa 500 Fernseherstausstrahlungen. Die Auflage der einzelnen Jahrgänge sank von einst 22.000 auf 6000. Für den Rückgang wurden elektronische Konkurrenzprodukte verantwortlich gemacht, neben zahllosen Angeboten Im Internet auch der auf CD-ROM erschienene film-dienst. Der Verlag entschloss sich 1999, die Reihe einzustellen, weil er keine wirtschaftliche Zukunft für sie sah, auch nicht in elektronischen Formaten. Der Filmkritiker Hanns-Georg Rodek bezeichnete in seinem Nachruf den Fischer Film Almanach, der seriöse Einschätzungen geboten habe, als „bodenständige“ Alternative zum Heyne-Filmjahrbuch.
Die Ausgabe von 1999 enthält ein Gesamtregister sämtlicher Filmtitel aller zwanzig Ausgaben.